# علوي بن يعقوب الجمال
علوي بن يعقوب بن جُبارة بن سعنين الجمال، البغدادي الأصل، ويعرف بأبن أبي علوان. عالم مسلم وفقيه وكان محدثاً من رواة الحديث عند أهل السنة والجماعة، ولقد حدث عن أبي طالب بن يوسف.
وسمع منهُ القاضي أبو المحاسن عمر بن علي القرشي.
وكان علوي بن يعقوب شيخاً صالحاً من أصحاب أبي الحسن بن الزاغوني، وكان يقرأ كتاب الخرقي.

## وفاته
توفي في بغداد يوم الجمعة 14 جمادي الآخرة عام 555 هـ/21 حزيران 1160م، وصلى عليهِ صلاة الجنازة بجامع القصر (جامع الخلفاء في بغداد حالياً) بكرة النهار ثم دفن في المقبرة الوردية.